# Trasierra
Trasierra ist ein südwestspanisches Dorf und eine Gemeinde (municipio) mit 593 Einwohnern (Stand: 2024) im Süden der Provinz Badajoz in der Autonomen Gemeinschaft Extremadura.

## Lage und Klima
Der etwa 695 m hoch gelegene Ort Trasierra liegt etwa 125 Kilometer südöstlich von Badajoz. Das Klima ist gemäßigt bis warm; Regen (ca. 454 mm/Jahr) fällt überwiegend im Winterhalbjahr.

## Bevölkerungsentwicklung
| Jahr      | 1970 | 1981 | 1991 | 2001 | 2011 | 2021 |
| Einwohner | 1030 | 747  | 715  | 717  | 684  | 617  |

Aufgrund der zunehmenden Mechanisierung der Landwirtschaft, der Aufgabe bäuerlicher Kleinbetriebe („Höfesterben“) und dem daraus entstandenen Mangel an Arbeitsplätzen wanderten viele Familien und Einzelpersonen seit der Mitte des 20. Jahrhunderts in die größeren Städte ab („Landflucht“).

## Sehenswürdigkeiten
- Marienkirche (Iglesia de Santa María)
- Wehrturm

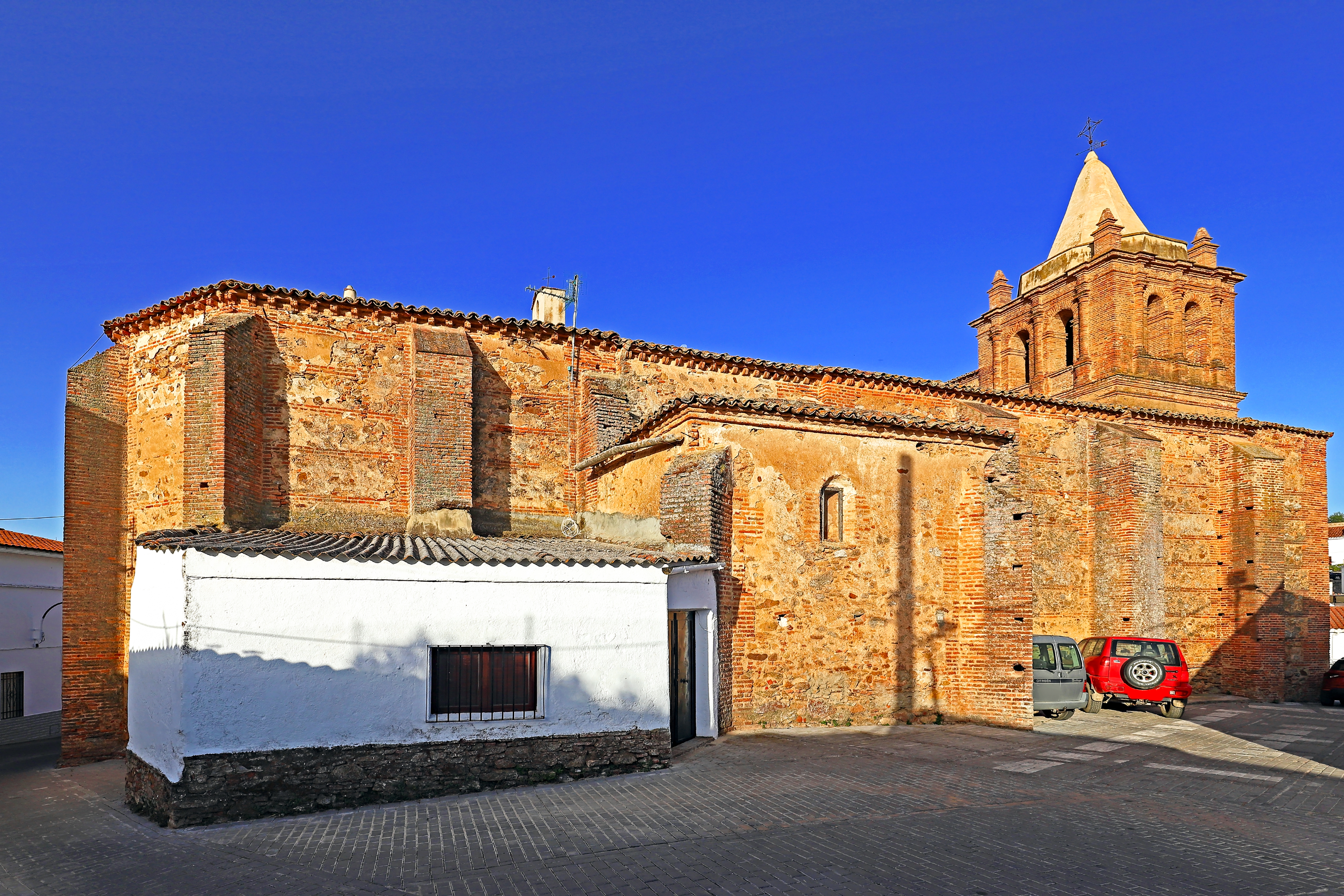
Marienkirche
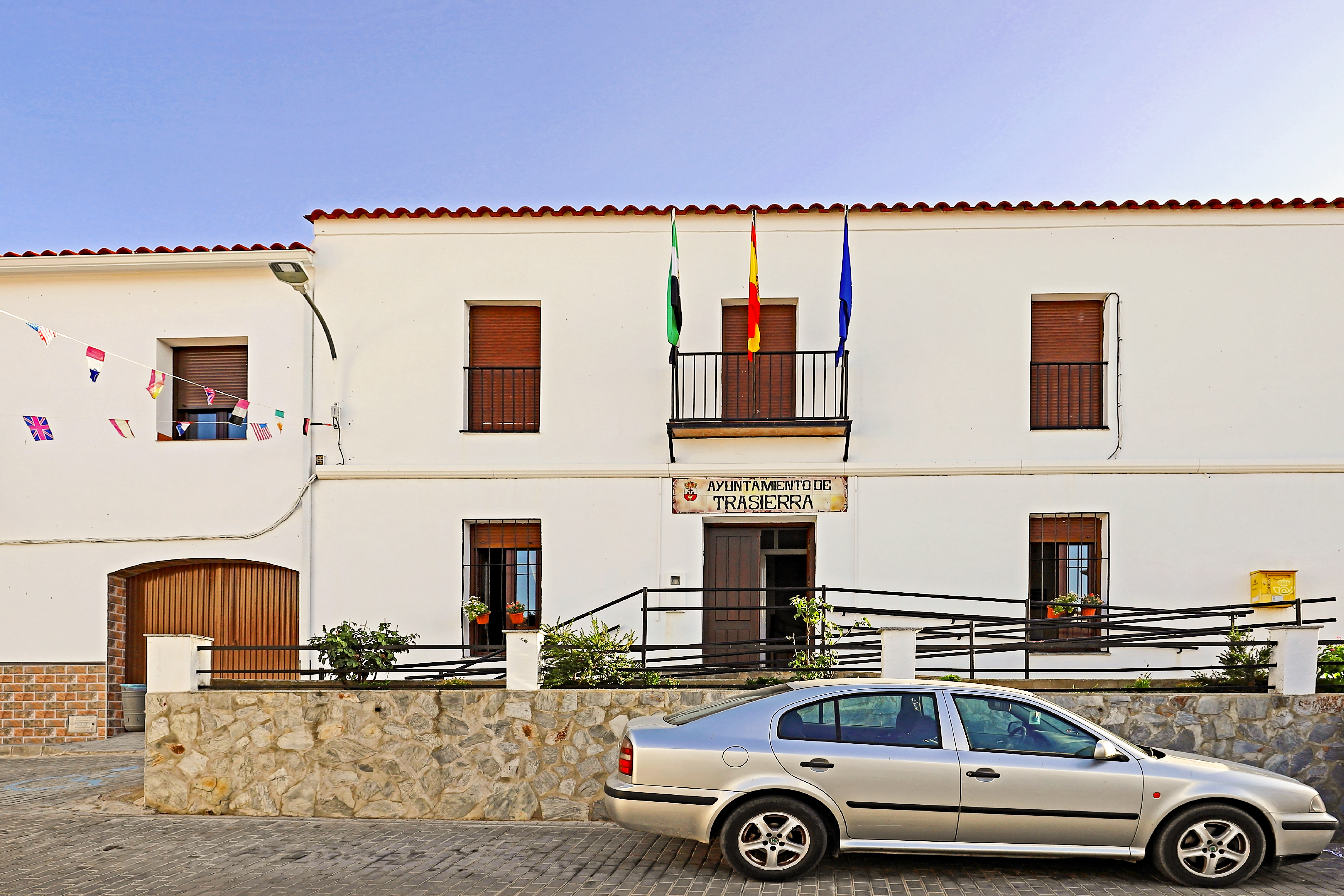
Rathaus